# دایا
دایا (به اسپانیایی: Deyá) یک منطقهٔ مسکونی در اسپانیا است که در مایورکا واقع شده‌است.